# هیدروفان
هیدروفان (به انگلیسی: Hydrophane) با فرمول شیمیایی SiO2.nH2O از مجموعه کانی هاست و خواص فیزیکی و شیمیایی آن شبیه اوپال است. به زبان می‌چسبد و در آب غوطه ور می‌شود. گاه به صورت سنگ تزئینی و ظریف مصرف می‌شود. از کلمه یونانی hudor به معنای درخشان است. محلول در KOH , HF متغیر - درصد H2O بین ۲۷–۱ درصد در تغییر است و برای اولین بار در چک اسلواکی کشف شد و از نظر شکل بلور: الیافی یا رشته‌ای، رنگ: مات، شفافیت: شفاف - کدر (اپاک)، شکستگی: صدفی و در رده‌بندی اکسید است و منشأ تشکیل آن بعد از آتشفشانی - دگرسانی است.
همایند کانی‌شناسی (پارانژ) آن کالسدوئن - اوانسیت- اوپال خالص- اوپال سفید شیری- هیالیت و غیره است
کاربرد آن: گاه به صورت سنگ تزئینی و ظریف مصرف می‌شود. از نظر ژیزمان قلوه‌ای شکل - استالاکتیتی - کنکرسیونی - قشری - پسودومورف تقریباَ کمیاب است و بیشتر در آلمان و چک اسلواکی یافت می‌شود.